# Märzen

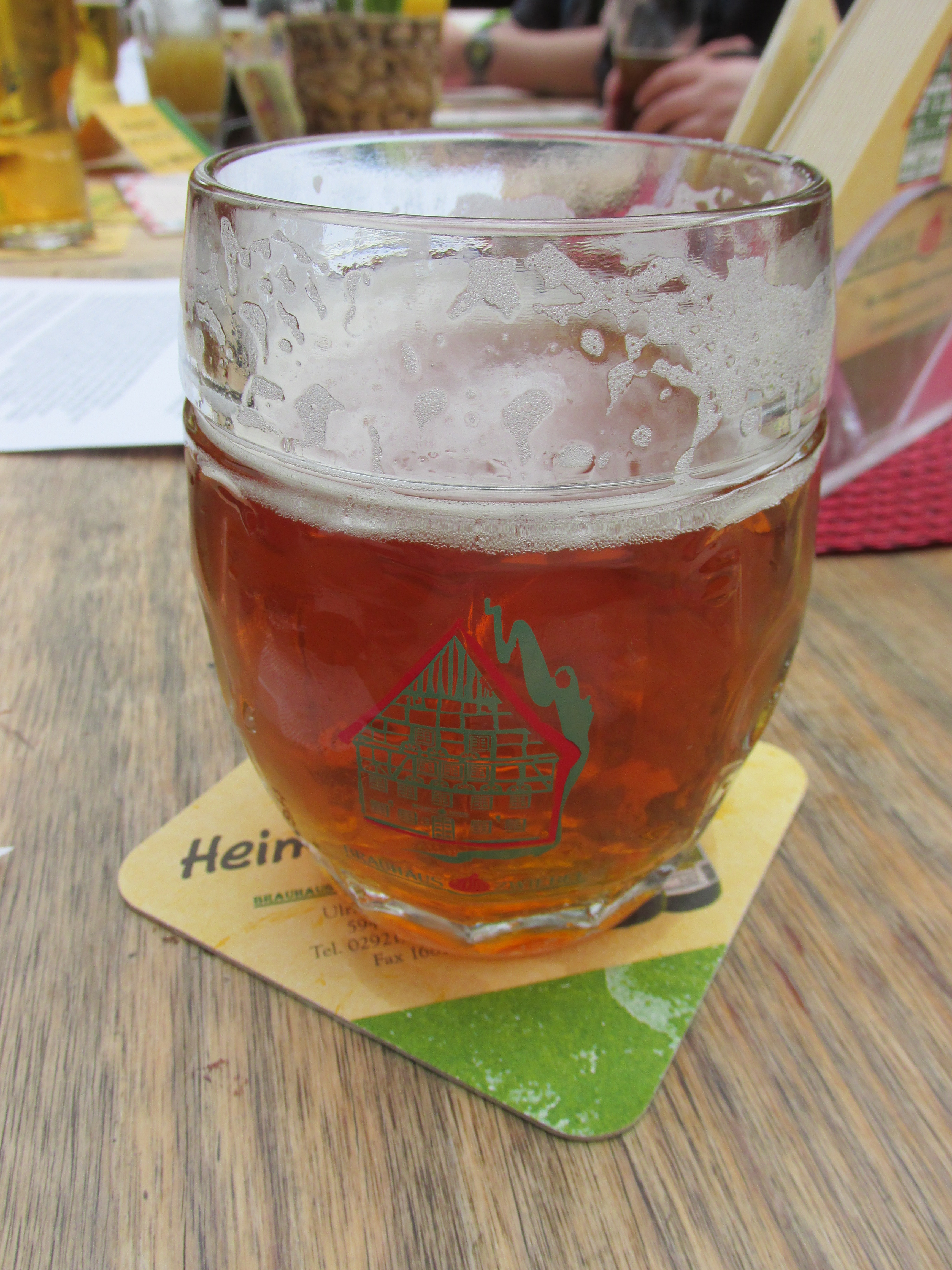
Een Märzenbier

Märzenbier of kortweg Märzen is een Duitse amberkleurige biersoort van lage gisting met een alcoholpercentage tussen 4,8 en 5,6%. Het bier werd oorspronkelijk op het einde van de winter in maart gebrouwen, vandaar de benaming.
In een Beierse brouwverordening van 1539 en door hertog Albrecht V per decreet vastgelegd in 1553 werd bepaald dat er enkel gebrouwen mocht worden vanaf de feestdag van Sint-Michaël op 29 september tot de feestdag van Sint-Joris op 23 april. De hoofdreden was het brandgevaar in de zomermaanden. Om het volgend seizoen voldoende bier te hebben werd in maart een speciaal bier gebrouwen met een grotere storting waardoor er een hoger alcoholpercentage ontstond, en met gebruik van meer hop voor de bewaarbaarheid. Dit bier werd opgeslagen in diepe koele stenen kelders, indien mogelijk voorzien van natuurlijke ijsblokken uit de nabijgelegen rivieren. Omdat dit bier het langst houdbaar was, werd het vroeger geschonken op het Oktoberfest. Het huidige oktoberfestbier, een blonde lager, is niet meer vergelijkbaar met het Märzenbier van vroeger.

## Actuele situatie
De benaming Märzenbier wordt tegenwoordig voornamelijk gebruikt in Zuid-Duitsland en Oostenrijk voor sterkere lagers die eigenlijk in de categorie exportbier vallen. Vooral in Oostenrijk wordt deze benaming op grote schaal gebruikt. In Beieren brouwen meerdere brouwerijen weer het Märzenbier in zijn originele stijl en ook in Thüringen wordt deze bierstijl nog gebrouwen.